# Kreisdiagramm
Ein Kreisdiagramm (wenn räumlich: Kuchendiagramm oder Tortendiagramm) ist eine Darstellungsform (etwa prozentualer Verteilungen) für Teilwerte eines Ganzen als Teile eines Kreises. Das Kreisdiagramm ist kreisförmig und in mehrere Kreissektoren eingeteilt, wobei jeder Kreissektor einen Teilwert und der Kreis somit die Summe der Teilwerte (das Ganze) darstellt. Die alternative Benennung als Kuchen- oder Tortendiagramm bezieht sich auf Schnitte eines runden Kuchens, die den Kreissektoren entsprechen.

## Geschichte

William Playfairs Kreisdiagramm in seinem Statistical Breviary

Die erste bekannte Verwendung von Kreisdiagrammen findet sich in William Playfairs (1759–1823) Veröffentlichung The Statistical Breviary aus dem Jahr 1801. Der schottische Ingenieur und Volkswirt Playfair nutzte diese Form der Darstellung in seiner Arbeit, um die territoriale Aufteilung des Osmanischen Reichs nach Kontinenten zu verdeutlichen.
In der nachfolgenden Zeit fand diese Darstellungsform zunächst nur wenig Beachtung. Der französische Ingenieur Charles Joseph Minard griff sie 1858 wieder auf, um der Informationsdarstellung eine dritte Dimension hinzuzufügen. Seitdem wurden viele Variationen des Kreisdiagramms, wie z. B. Polar-, Flächen-, Radar-, Kuchen- oder 3D-Diagramme, entworfen. Die am meisten verwendete Form ist allerdings nach wie vor die simple Darstellung als Kreisdiagramm.

## Eigenschaften und Erstellung
Kreisdiagramme werden häufig für die Darstellung von Verteilungen und Anteilen genutzt. Die Anzahl der Teilwerte sollte nicht mehr als 7 betragen, sonst wird das Diagramm unübersichtlich. Mehrere kleine Teilwerte führen ebenso zu einer unübersichtlichen Darstellung. In diesem Fall empfiehlt es sich, die kleinen Teilwerte zu einem „Sonstige“-Wert zusammenzufassen. Gewöhnlich nimmt die Übersichtlichkeit zu, wenn die Teilwerte im Uhrzeigersinn der Größe nach sortiert sind und der größte Teilwert, wie bei einer Uhr, auf der 12-Uhr-Linie beginnt.
Kreisdiagramme lassen sich z. B. mit Hilfe einer Tabellenkalkulation erstellen.
Die Kreissektoren werden jeweils durch Radiuslinien vom Rand zur Mitte definiert. Der Mittelpunktswinkel zwischen zwei benachbarten Radiuslinien bestimmt die Größe der Kreissektoren.
Die jeweilige Sektorgröße (als Winkel) wird folgendermaßen errechnet:
{\displaystyle {\text{Winkel}}={\frac {360^{\circ }\cdot {\text{Teilwert}}}{\text{Gesamtwert}}}}
Der Radius des Kreises ist beliebig; die berechneten Winkel bleiben gleich.
Zur besseren Unterscheidung der jeweiligen Sektoren werden verschiedene Farben, Muster und Schattierungen verwendet.
Außerhalb des wissenschaftlichen Betriebs finden sich Kreisdiagramme in vielen externen, wie auch internen Präsentationen von Unternehmen. Darüber hinaus bedienen sich auch Journalisten des Kreisdiagramms, um Größenverhältnisse zwischen Gruppen, Parteien, Betroffenen oder Ähnlichem deutlich zu machen, sodass sich Kreisdiagramme auch immer wieder in Zeitungen und Zeitschriften finden.

## Variationen

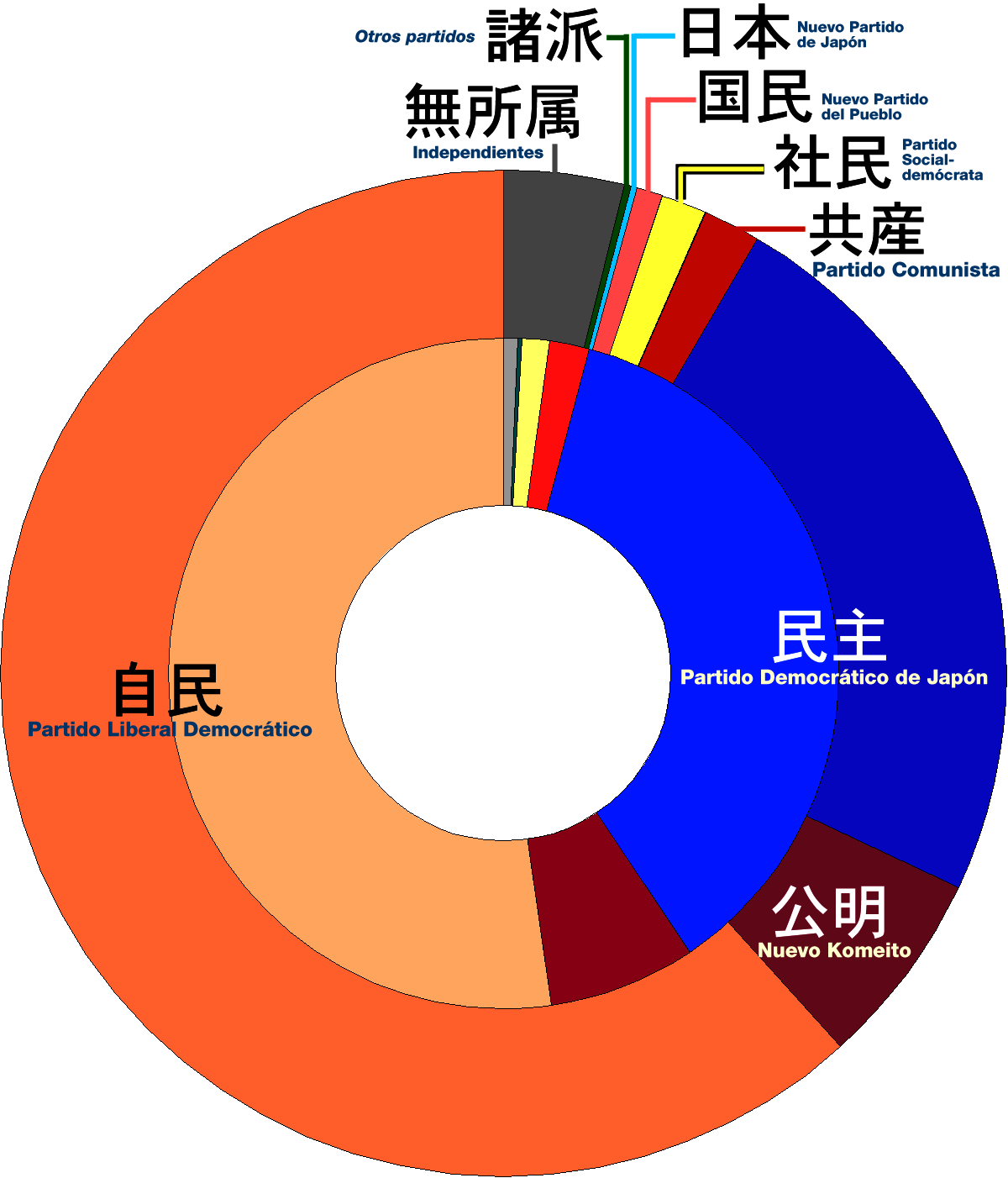
Ringdiagramm
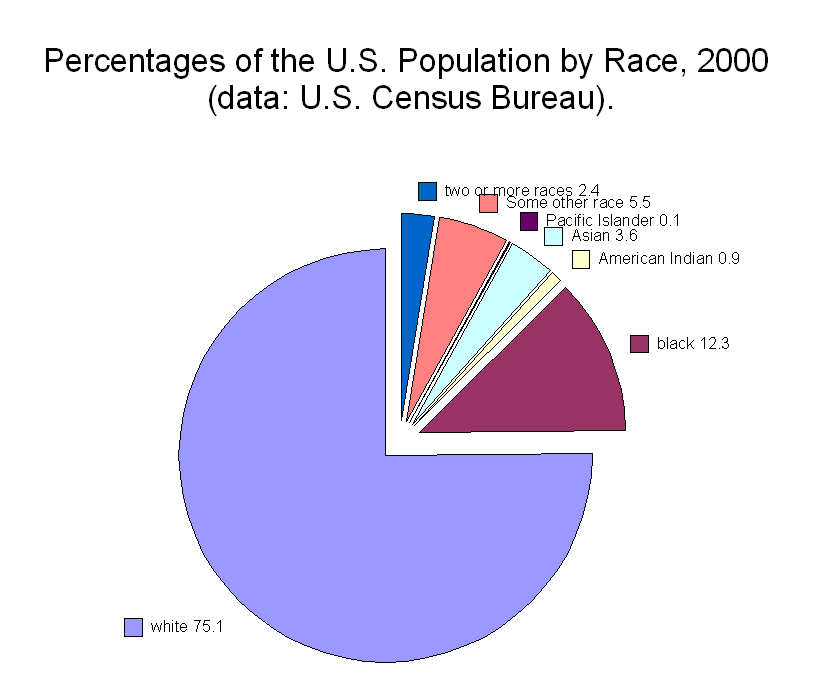
Explodierte Darstellung
Halbkreisdiagramm
Polar-Area-Diagramm

Ringdiagramm
Eine Sonderform des klassischen Kreisdiagramms ist das Ringdiagramm. Ein Ringdiagramm zeigt Wertdaten als Prozentsatz des Ganzen an. Kategorien werden durch einzelne Sektoren dargestellt. Ringdiagramme werden in der Regel verwendet, um prozentuale Anteile darzustellen. Während bei dem Kreisdiagramm lediglich die Möglichkeit besteht, eine Datenreihe darzustellen, können im Ringdiagramm zwei und mehr Datenreihen veranschaulicht bzw. miteinander verglichen werden. Die offene Fläche in der Mitte des Diagrammes wird häufig genutzt, um einen Kommentar einzufügen.
Explodierte Darstellung
Prinzipiell ist die explodierte Darstellung vom Aufbau des Diagrammes mit der herkömmlichen Darstellung zu vergleichen. Allerdings werden hierbei einige Sektoren ein Stück aus der Mitte ausgerückt, so dass zwischen den einzelnen Sektoren Zwischenräume entstehen. Dieser Effekt wird genutzt, um die Aufmerksamkeit auf einen bestimmten Teil des Diagrammes zu lenken. Die explodierte Darstellung wird sowohl bei Kreisdiagrammen als auch beim Ringdiagrammen eingesetzt.
Halbkreisdiagramm
Halbkreisdiagramme werden häufig eingesetzt, um die Sitzverteilung in einem Parlament zu visualisieren. Hierbei stellt der Halbkreis die Gesamtanzahl der Sitze dar. Die Mehrheitsverteilung kann aus den einzelnen Sektoren abgelesen werden. Die Darstellung als Halbkreis ist auf die übliche Zuteilung der Parteien in das Links-Mitte-Rechts-Schema zurückzuführen.
Polar-Area-Diagramm
Diese Art der Visualisierung wird zur Darstellung von zyklisch wiederkehrenden Phänomenen genutzt. Zurückzuführen ist dieser Diagrammtyp auf Florence Nightingale. Sie stellte 1858 den Zusammenhang von Todesfällen und Hygienebedingungen dar.

## Kritik
Das Kreisdiagramm eignet sich nicht zur Darstellung von Daten jedes Skalenniveaus. Es wird oft bei der Darstellung von diskreten Daten verwendet. Somit ist es besonders für das Nominal- und das Ordinalskalenniveau zu empfehlen, jedoch bei Intervall- und Verhältnisskala wenig sinnvoll. Daraus ergibt sich der Nachteil der Eindimensionalität. Der Benutzer kann nur eine Datenreihe, also eine Zeile oder Spalte, in einem Kreisdiagramm darstellen. Falls man zwei Ergebnisse vergleichen möchte, müssen zwei Kreisdiagramme erstellt werden. Kreisdiagramme werden mit zunehmender Anzahl der Merkmalsausprägungen schnell unübersichtlich. Als Faustregel gilt, dass ein Kreisdiagramm für mehr als sieben Ausprägungen verwirrend wirkt. Gut einsetzbar ist es vor allem als Vergleich zwischen zwei Verteilungen, bei denen die Unterschiede sehr deutlich werden. Gänzlich verzichtet werden sollte jedoch auf die Darstellung einer Verteilung mittels eines dreidimensionalen Kreisdiagramms. Auch die Farbgestaltung der Kreissektoren kann zu einer verzerrenden Wahrnehmung führen. So kann zum Beispiel durch eine ungeschickte Farbwahl bei einzelnen Segmenten ein Teil der Verteilung ungewollt betont werden. In den Augen des Betrachters wirkt ein farblich betontes Kreissegment überproportional groß. Die Verwendung eines Kreisdiagramms sollte nur dann in Erwägung gezogen werden, wenn eine einzige Datenreihe dargestellt werden soll, keine negativen Werte auftreten, keine Nullwerte vorhanden sind und die Kategorien Teile des gesamten Kreisdiagramms repräsentieren.

## Beispiel
Ein Warenhaus-Manager möchte die Verteilung der Käufe auf die einzelnen Abteilungen des Warenhauses in einem Kreisdiagramm darstellen. Von den 95 Einkaufsakten entfielen 32 auf die Lebensmittelabteilung. Der entsprechende Sektor des Kreisdiagramms wird wie folgt berechnet:
{\displaystyle {\text{Winkel}}={\frac {\text{Teilwert}}{\text{Gesamtwert}}}\cdot 360^{\circ }}
{\displaystyle \alpha ={\frac {32}{95}}\cdot 360^{\circ }\approx 121{,}26^{\circ }}
Der Sektor für die Umsätze in der Lebensmittelabteilung umfasst demnach 121,26 Winkelgrade.
Die Berechnung der Winkelgrade für die weiteren Abteilungen ist der untenstehenden Tabelle zu entnehmen (relative Anteile und Winkelgrade auf zwei Nachkommastellen, Summe der Winkelgrade auf eine Nachkommastelle gerundet).
| Abteilung        | Anzahl der Käufe | Winkelgrade (°) | Relativer Anteil (%) |
| ---------------- | ---------------- | --------------- | -------------------- |
| Lebensmittel     | 32               | 121,26          | 33,68                |
| Damenbekleidung  | 21               | 79,58           | 22,11                |
| Spielwaren       | 12               | 45,47           | 12,63                |
| Kinderbekleidung | 11               | 41,68           | 11,58                |
| Elektrogeräte    | 10               | 37,89           | 10,53                |
| Herrenbekleidung | 9                | 34,11           | 9,47                 |
| Insgesamt        | 95               | 360             | 100                  |